# Gora Vostochnaja
Gora Vostochnaja är ett berg i Antarktis. Det ligger i Östantarktis. Australien gör anspråk på området. Toppen på Gora Vostochnaja är 1 282 meter över havet.
Terrängen runt Gora Vostochnaja är huvudsakligen kuperad, men åt sydväst är den platt.  Trakten är obefolkad. Det finns inga samhällen i närheten.